# Död eller levande
Död eller levande (en: Dead or Alive) är en roman från 2010, skriven av Tom Clancy och Grant Blackwood. Den ingår i Clancys serie om romaner med Jack Ryan i huvudrollen, men innehåller även andra karaktärer från Clancys övriga böcker.
Boken utspelar sig under två kapitel i den svenska staden Söderhamn. Där bor huvudpersonerna bland annat på hotell och letar terrorister.